# Troisième circonscription de l'Ardèche
La troisième circonscription de l'Ardèche est l'une des trois circonscriptions législatives que compte le département français de l'Ardèche (07), situé en région Auvergne-Rhône-Alpes.
Elle est représentée à l'Assemblée nationale depuis le 21 juin 2017 par Fabrice Brun, député LR, au cours de la XVIe législature de la Cinquième République.

## Description géographique et démographique

### De 1958 à 1986
La troisième circonscription de l'Ardèche  était composée de :
- Canton d'Antraigues
- Canton d'Aubenas
- Canton de Burzet
- Canton de Coucouron
- Canton de Joyeuse
- Canton de Largentière
- Canton de Montpezat-sous-Bauzon
- Canton de Saint-Étienne-de-Lugdarès
- Canton de Thueyts
- Canton de Valgorge
- Canton de Vallon-Pont-d'Arc
- Canton des Vans

### Depuis 1988
La troisième circonscription de l'Ardèche est située dans le sud-ouest et l'intérieur du département. Elle est organisée autour de la ville de Largentière.
Elle comprend tous les 14 cantons de l'actuel arrondissement de Largentière, c'est-à-dire les 10 cantons de l'ancien arrondissement avant février 2007 :
- Burzet
- Coucouron
- Joyeuse
- Largentière
- Montpezat-sous-Bauzon
- Saint-Étienne-de-Lugdarès
- Thueyts
- Valgorge
- Vallon-Pont-d'Arc
- Les Vans

Elle comprend également les 4 cantons suivants détachés en février 2007 de l'ancien arrondissement de Privas et aujourd'hui rattachés à l'arrondissement de Largentière :
- Antraigues-sur-Volane
- Aubenas
- Vals-les-Bains
- Villeneuve-de-Berg

## Description historique et politique

Carte de la troisième circonscription de l'Ardèche avant le redécoupage de 1986.

Au découpage de 1958, le canton de Villeneuve-de-Berg passe de la première à la troisième circonscription.

## Historique des résultats
| Législature | Début de mandat | Fin de mandat  | Député            | Parti politique | Observations |
| ----------- | --------------- | -------------- | ----------------- | --------------- | --- |
| Ire         | 9 décembre 1958 | 9 octobre 1962 | Albert Liogier    | DVD             | Élection annulée le 6 février 1959 Réélu le 11 mars 1959 (élection partielle). Mandat écourté à la suite d'une dissolution parlementaire décidée par Charles de Gaulle. |
| IIe         | 6 décembre 1962 | 2 avril 1967   | Jean Moulin       | MRP             | |
| IIIe        | 3 avril 1967    | 30 mai 1968    | Jean Moulin       | DVD             | Mandat écourté à la suite d'une dissolution parlementaire décidée par Charles de Gaulle.                                                                                |
| IVe         | 11 juillet 1968 | 1er avril 1973 | Albert Liogier    | UDR             | Maire d'Ucel de 1966 à 1983 |
| Ve          | 2 avril 1973    | 2 avril 1978   | Albert Liogier    | UDR             | Maire d'Ucel de 1966 à 1983 |
| VIe         | 3 avril 1978    | 22 mai 1981    | Albert Liogier    | RPR             | Maire d'Ucel de 1966 à 1983 Mandat écourté à la suite d'une dissolution parlementaire décidée par François Mitterrand.                                                  |
| VIIe        | 2 juillet 1981  | 1er avril 1986 | Jean-Marie Alaize | PS              | Conseiller général du Canton d'Aubenas (jusqu'en 1982) |
| IXe         | 23 juin 1988    | 1er avril 1993 | Jean-Marie Alaize | PS              | Maire de Vals-les-Bains de 1989 à 1993 |
| Xe          | 2 avril 1993    | 21 avril 1997  | Jean-Marie Roux   | RPR             | Maire des Vans Mandat écourté à la suite d'une dissolution parlementaire décidée par Jacques Chirac.                                                                    |
| XIe         | 12 juin 1997    | 18 juin 2002   | Stéphane Alaize   | PS              | Maire d'Aubenas Conseiller général du Canton d'Aubenas (jusqu'en 2001)                                                                                                  |
| XIIe        | 19 juin 2002    | 19 juin 2007   | Jean-Claude Flory | UMP             | Maire de Vals-les-Bains depuis 1993 |
| XIIIe       | 20 juin 2007    | 19 juin 2012   | Jean-Claude Flory | UMP             | Maire de Vals-les-Bains depuis 1993 |
| XIVe        | 20 juin 2012    | 20 juin 2017   | Sabine Buis       | PS              | Conseillère régionale depuis 2010 |
| XVe         | 21 juin 2017    | 21 juin 2022   | Fabrice Brun      | LR              | |
| XVIe        | 22 juin 2022    | 9 juin 2024    | Fabrice Brun      | LR              | Conseiller régional d'Auvergne-Rhône-Alpes Mandat écourté à la suite d'une dissolution parlementaire décidée par Emmanuel Macron.                                       |

## Historique des élections

### Avant le redécoupage de 1986

#### Élections législatives de 1958
| Candidat         | Candidat           | Parti          | Premier tour | Premier tour | Second tour | Second tour |  |
| Candidat         | Candidat           | Parti          | Voix         | %            | Voix        | %           |  |
| ---------------- | ------------------ | -------------- | ------------ | ------------ | ----------- | ----------- |  |
|                  | Albert Liogier élu | UNR            | 9 536        | 24,74        | 18 765      | 46,64       |  |
|                  | Paul Ribeyre       | CNIP           | 9 348        | 24,25        | 9 835       | 24,45       |  |
|                  | Henri Chaze        | PCF            | 8 021        | 20,81        | 9 208       | 22,89       |  |
|                  | Marius Dubois      | SFIO           | 3 228        | 8,37         | 2 423       | 6,02        |  |
|                  | Pierre Jourdan     | Modérés        | 3 918        | 10,16        | Retrait     | Retrait     |  |
|                  | Lucien Coudène     | Modérés        | 2 330        | 6,04         | Retrait     | Retrait     |  |
|                  | Victor Plantevin   | Modérés        | 2 164        | 5,61         | Retrait     | Retrait     |  |
|                  |                    |                |              |              |             |             |  |
| Inscrits         | Inscrits           | Inscrits       | 52 035       | 100,00       | 52 023      | 100,00      |  |
| Abstentions      | Abstentions        | Abstentions    | 12 746       | 24,5         | 11 225      | 21,58       |  |
| Votants          | Votants            | Votants        | 39 289       | 75,5         | 40 798      | 78,42       |  |
| Blancs et nuls   | Blancs et nuls     | Blancs et nuls | 744          | 1,89         | 567         | 1,39        |  |
| Exprimés         | Exprimés           | Exprimés       | 38 545       | 98,11        | 40 231      | 98,61       |  |
| Source : Gallica |                    |                |              |              |             |             |  |

Le suppléant d'Albert Liogier était Maurice Méjean, Avoué à Largentière.
L'élection de 1958 est annulée par la Commission constitutionnelle provisoire (Décision n° 58-113 AN). Ribeyre s'est plaint d'une propagande électorale mensongère de la part de Liogier, notamment à travers son périodique local. L'élection est considérée comme faussée car seuls 188 voix séparent les candidats au premier tour et Liogier, étant en tête, bénéficia des retraits et reports de voix.

#### Élection partielle de 1959
Une élection partielle doit être organisée.
| Candidat | Candidat                     | Parti          | Premier tour | Premier tour | Second tour | Second tour |  |
| Candidat | Candidat                     | Parti          | Voix         | %            | Voix        | %           |  |
| --- | ---------------------------- | -------------- | ------------ | ------------ | ----------- | ----------- |  |
| | Albert Liogier sortant réélu | UNR            | 10 830       | 31,28        | 20 893      | 59,48       |  |
| | Roger Roucaute               | PCF            | 10 598       | 30,61        | 14 231      | 40,52       |  |
| | Pierre Jourdan               | CNIP           | 8 847        | 25,55        |             |             |  |
| | Henri Escoutay               | SFIO           | 2 249        | 6,50         |             |             |  |
| | René Allier                  | MRP            | 2 058        | 5,64         |             |             |  |
| |                              |                |              |              |             |             |  |
| Inscrits | Inscrits                     | Inscrits       | 51 619       | 100,00       | 51 596      | 100,00      |  |
| Abstentions | Abstentions                  | Abstentions    | 16 340       | 31,66        | 14 548      | 28,2        |  |
| Votants | Votants                      | Votants        | 35 279       | 68,34        | 37 048      | 71,8        |  |
| Blancs et nuls | Blancs et nuls               | Blancs et nuls | 657          | 1,86         | 1 924       | 5,19        |  |
| Exprimés | Exprimés                     | Exprimés       | 34 622       | 98,14        | 35 124      | 94,81       |  |
| Source : France, Ministère de l'intérieur. Les Elections législatives . Métropole., la Documentation française, 1960 (lire en ligne) |                              |                |              |              |             |             |  |

#### Élections législatives de 1962
| Candidat         | Candidat               | Parti          | Premier tour | Premier tour | Second tour | Second tour |  |
| Candidat         | Candidat               | Parti          | Voix         | %            | Voix        | %           |  |
| ---------------- | ---------------------- | -------------- | ------------ | ------------ | ----------- | ----------- |  |
|                  | Albert Liogier sortant | UNR-UDT        | 12 739       | 37,42        | 16 619      | 44,81       |  |
|                  | Auguste Chapelle       | PCF            | 7 483        | 21,98        | Retrait     | Retrait     |  |
|                  | Jean Moulin élu        | MRP            | 6 414        | 18,84        | 20 470      | 55,19       |  |
|                  | Joseph Allauzen        | Modérés        | 4 606        | 13,53        | Retrait     | Retrait     |  |
|                  | Léonce Salles          | SFIO           | 2 802        | 8,23         | Retrait     | Retrait     |  |
|                  |                        |                |              |              |             |             |  |
| Inscrits         | Inscrits               | Inscrits       | 51 204       | 100,00       | 51 202      | 100,00      |  |
| Abstentions      | Abstentions            | Abstentions    | 16 449       | 32,12        | 13 225      | 25,83       |  |
| Votants          | Votants                | Votants        | 34 755       | 67,88        | 37 977      | 74,17       |  |
| Blancs et nuls   | Blancs et nuls         | Blancs et nuls | 711          | 2,05         | 888         | 2,34        |  |
| Exprimés         | Exprimés               | Exprimés       | 34 044       | 97,95        | 37 089      | 97,66       |  |
| Source : Gallica |                        |                |              |              |             |             |  |

Le suppléant de Jean Moulin était Roger Champetier, viticulteur à Labeaume.
Le candidat communiste s'était retiré au bénéfice du candidat MRP Jean Moulin.

#### Élections législatives de 1967
| Candidat         | Candidat                  | Parti          | Premier tour | Premier tour | Second tour | Second tour |  |
| Candidat         | Candidat                  | Parti          | Voix         | %            | Voix        | %           |  |
| ---------------- | ------------------------- | -------------- | ------------ | ------------ | ----------- | ----------- |  |
|                  | Jean Moulin sortant réélu | CD (PDM)       | 12 739       | 32,87        | 23 818      | 62,26       |  |
|                  | Albert Liogier            | UD-Ve          | 10 579       | 27,29        | Retrait     | Retrait     |  |
|                  | Jean Delenne              | PCF            | 10 407       | 26,85        | 14 435      | 37,74       |  |
|                  | Gilbert Durand-Ginet-Gris | FGDS (CIR)     | 2 650        | 6,83         |             |             |  |
|                  | Pierre Jourdan            | Divers droite  | 2 184        | 5,63         |             |             |  |
|                  | René Barnouin             | Sans étiquette | 192          | 0,49         |             |             |  |
|                  |                           |                |              |              |             |             |  |
| Inscrits         | Inscrits                  | Inscrits       | 50 491       | 100,00       | 50 477      | 100,00      |  |
| Abstentions      | Abstentions               | Abstentions    | 11 235       | 22,25        | 10 646      | 21,09       |  |
| Votants          | Votants                   | Votants        | 39 256       | 77,75        | 39 831      | 78,91       |  |
| Blancs et nuls   | Blancs et nuls            | Blancs et nuls | 505          | 1,29         | 1 578       | 3,96        |  |
| Exprimés         | Exprimés                  | Exprimés       | 38 751       | 98,71        | 38 253      | 96,04       |  |
| Source : Gallica |                           |                |              |              |             |             |  |

Le suppléant de Jean Moulin était Roger Champetier.

#### Élections législatives de 1968
| Candidat           | Candidat            | Parti          | Premier tour | Premier tour | Second tour | Second tour |  |
| Candidat           | Candidat            | Parti          | Voix         | %            | Voix        | %           |  |
| ------------------ | ------------------- | -------------- | ------------ | ------------ | ----------- | ----------- |  |
|                    | Albert Liogier élu  | UDR (URP)      | 13 894       | 36,10        | 17 398      | 42,49       |  |
|                    | Jean Moulin sortant | CD (PDM)       | 12 421       | 32,27        | 13 706      | 33,48       |  |
|                    | Jean Delenne        | PCF            | 8 580        | 22,29        | 9 838       | 24,03       |  |
|                    | Jean Vannière       | FGDS (SFIO)    | 3 592        | 9,33         |             |             |  |
|                    |                     |                |              |              |             |             |  |
| Inscrits           | Inscrits            | Inscrits       | 50 163       | 100,00       | 50 218      | 100,00      |  |
| Abstentions        | Abstentions         | Abstentions    | 11 271       | 22,47        | 8 974       | 17,87       |  |
| Votants            | Votants             | Votants        | 38 892       | 77,53        | 41 244      | 82,13       |  |
| Blancs et nuls     | Blancs et nuls      | Blancs et nuls | 405          | 1,04         | 302         | 0,73        |  |
| Exprimés           | Exprimés            | Exprimés       | 38 487       | 98,96        | 40 942      | 99,27       |  |
| Source : Data.gouv |                     |                |              |              |             |             |  |

Le suppléant d'Albert Liogier était Jean Roure, ingénieur retraité à Vinezac.

#### Élections législatives de 1973
| Candidat           | Candidat                     | Parti               | Premier tour | Premier tour | Second tour | Second tour |  |
| Candidat           | Candidat                     | Parti               | Voix         | %            | Voix        | %           |  |
| ------------------ | ---------------------------- | ------------------- | ------------ | ------------ | ----------- | ----------- |  |
|                    | Albert Liogier sortant réélu | UDR (URP)           | 12 241       | 31,01        | 22 795      | 59,01       |  |
|                    | Jean Moulin                  | CDP                 | 8 933        | 22,63        | Retrait     | Retrait     |  |
|                    | Jean Primet                  | PCF                 | 8 272        | 20,96        | 15 828      | 40,98       |  |
|                    | Yves Serre                   | PS (UGSD)           | 6 426        | 16,28        | Retrait     | Retrait     |  |
|                    | Auguste Perrier              | MR                  | 3 012        | 7,63         |             |             |  |
|                    | André Figueras               | Extrême droite (CN) | 580          | 1,46         |             |             |  |
|                    |                              |                     |              |              |             |             |  |
| Inscrits           | Inscrits                     | Inscrits            | 51 465       | 100,00       | 51 455      | 100,00      |  |
| Abstentions        | Abstentions                  | Abstentions         | 11 355       | 22,06        | 10 323      | 20,06       |  |
| Votants            | Votants                      | Votants             | 40 110       | 77,94        | 41 132      | 79,94       |  |
| Blancs et nuls     | Blancs et nuls               | Blancs et nuls      | 646          | 1,61         | 2 509       | 6,1         |  |
| Exprimés           | Exprimés                     | Exprimés            | 39 464       | 98,39        | 38 623      | 93,9        |  |
| Source : Data.gouv |                              |                     |              |              |             |             |  |

Le suppléant d'Albert Liogier était Jean Roure, commerçant, maire de Ruoms.

#### Élections législatives de 1978
| Candidat           | Candidat                     | Parti          | Premier tour | Premier tour | Second tour | Second tour |  |
| Candidat           | Candidat                     | Parti          | Voix         | %            | Voix        | %           |  |
| ------------------ | ---------------------------- | -------------- | ------------ | ------------ | ----------- | ----------- |  |
|                    | Albert Liogier sortant réélu | RPR            | 11 559       | 25,26        | 25 203      | 54,72       |  |
|                    | Jean Moulin                  | UDF (CDS)      | 10 144       | 22,17        | Retrait     | Retrait     |  |
|                    | René Vidal                   | PCF            | 9 042        | 19,76        | 20 852      | 45,28       |  |
|                    | Jean-Marie Alaize            | PS             | 8 770        | 19,17        | Retrait     | Retrait     |  |
|                    | André Fargier                | Divers droite  | 3 155        | 6,90         |             |             |  |
|                    | Louis Berthon                | Divers gauche  | 2 029        | 4,43         |             |             |  |
|                    | Jacques Gallas               | LO             | 786          | 1,72         |             |             |  |
|                    | Jocelyne de Thoury           | FN             | 271          | 0,59         |             |             |  |
|                    |                              |                |              |              |             |             |  |
| Inscrits           | Inscrits                     | Inscrits       | 56 678       | 100,00       | 56 670      | 100,00      |  |
| Abstentions        | Abstentions                  | Abstentions    | 10 198       | 17,99        | 8 508       | 15,01       |  |
| Votants            | Votants                      | Votants        | 46 480       | 82,01        | 48 162      | 84,99       |  |
| Blancs et nuls     | Blancs et nuls               | Blancs et nuls | 724          | 1,56         | 2 107       | 4,37        |  |
| Exprimés           | Exprimés                     | Exprimés       | 45 756       | 98,44        | 46 055      | 95,63       |  |
| Source : Data.gouv |                              |                |              |              |             |             |  |

Camille Vedel, commerçant, adjoint au maire de Joyeuse, était le suppléant d'Albert Liogier.

#### Élections législatives de 1981
| Candidat              | Candidat               | Parti          | Premier tour | Premier tour | Second tour | Second tour |  |
| Candidat              | Candidat               | Parti          | Voix         | %            | Voix        | %           |  |
| --------------------- | ---------------------- | -------------- | ------------ | ------------ | ----------- | ----------- |  |
|                       | Albert Liogier sortant | RPR (UNM)      | 17 144       | 41,87        | 21 068      | 46,45       |  |
|                       | Jean-Marie Alaize élu  | PS             | 14 380       | 35,12        | 24 290      | 53,55       |  |
|                       | René Vidal             | PCF            | 7 010        | 17,12        |             |             |  |
|                       | Gabriel Comte          | diss. UDF      | 2 408        | 5,88         |             |             |  |
|                       |                        |                |              |              |             |             |  |
| Inscrits              | Inscrits               | Inscrits       | 57 015       | 100,00       | 56 985      | 100,00      |  |
| Abstentions           | Abstentions            | Abstentions    | 15 480       | 27,15        | 10 717      | 18,81       |  |
| Votants               | Votants                | Votants        | 41 535       | 72,85        | 46 268      | 81,19       |  |
| Blancs et nuls        | Blancs et nuls         | Blancs et nuls | 593          | 1,43         | 910         | 1,97        |  |
| Exprimés              | Exprimés               | Exprimés       | 40 942       | 98,57        | 45 358      | 98,03       |  |
| Source : Data.gouv.fr |                        |                |              |              |             |             |  |

Le suppléant de Jean-Marie Alaize était Yves Serre, viticulteur, maire de Salavas.

### Depuis le redécoupage de 1986
Voici la liste des résultats des élections législatives dans la circonscription depuis le découpage électoral de 1986 : 

#### Élections législatives de 1988
| Candidat                                                   | Candidat              | Parti           | Premier tour | Premier tour | Second tour | Second tour |  |
| Candidat                                                   | Candidat              | Parti           | Voix         | %            | Voix        | %           |  |
| ---------------------------------------------------------- | --------------------- | --------------- | ------------ | ------------ | ----------- | ----------- |  |
|                                                            | Jean-Marie Alaize élu | PS              | 16 124       | 37,49        | 24 738      | 51,03       |  |
|                                                            | Jean-François Michel  | UDF (CDS) (URC) | 11 509       | 26,82        | 23 738      | 48,97       |  |
|                                                            | Marc Champel          | diss. RPR       | 6 723        | 15,67        |             |             |  |
|                                                            | René Vidal            | PCF             | 4 830        | 11,23        |             |             |  |
|                                                            | Raynaud Béraud        | FN              | 3 825        | 8,89         |             |             |  |
|                                                            |                       |                 |              |              |             |             |  |
| Inscrits                                                   | Inscrits              | Inscrits        | 64 008       | 100,00       | 63 959      | 100,00      |  |
| Abstentions                                                | Abstentions           | Abstentions     | 20 318       | 31,74        | 14 329      | 22,4        |  |
| Votants                                                    | Votants               | Votants         | 43 690       | 68,26        | 49 630      | 77,6        |  |
| Blancs et nuls                                             | Blancs et nuls        | Blancs et nuls  | 679          | 1,55         | 1 154       | 2,33        |  |
| Exprimés                                                   | Exprimés              | Exprimés        | 43 011       | 98,45        | 48 476      | 97,67       |  |
| Source : Data.gouv.fr et Le Monde du 14 juin 1988, page 18 |                       |                 |              |              |             |             |  |

Le suppléant de Jean-Marie Alaize était Lucien Auzas, agriculteur, conseiller général, maire de Lavilledieu.

#### Élections législatives de 1993
| Candidat                                 | Candidat                  | Parti          | Premier tour | Premier tour | Second tour | Second tour |  |
| Candidat                                 | Candidat                  | Parti          | Voix         | %            | Voix        | %           |  |
| ---------------------------------------- | ------------------------- | -------------- | ------------ | ------------ | ----------- | ----------- |  |
|                                          | Jean-Marie Roux élu       | RPR (UPF)      | 12 605       | 29,51        | 24 127      | 55,37       |  |
|                                          | Jean-Marie Alaize sortant | PS (ADFP)      | 8 684        | 20,33        | 19 441      | 44,62       |  |
|                                          | Pierre Chastanier         | diss. UDF      | 4 723        | 11,05        |             |             |  |
|                                          | Henri Delauche            | PCF            | 4 303        | 10,07        |             |             |  |
|                                          | Raynaud Béraud            | FN             | 4 299        | 10,06        |             |             |  |
|                                          | Pierre Courouble          | GÉ (EÉ)        | 3 181        | 7,44         |             |             |  |
|                                          | Jean-Paul Ribeyre         | diss. UDF      | 2 569        | 6,01         |             |             |  |
|                                          | Daniel Romet              | SÉGA           | 1 174        | 2,74         |             |             |  |
|                                          | Gabriel Comte             | UDI            | 1 007        | 2,35         |             |             |  |
|                                          | Alexis Iordanoff          | MDR            | 159          | 0,37         |             |             |  |
|                                          |                           |                |              |              |             |             |  |
| Inscrits                                 | Inscrits                  | Inscrits       | 64 326       | 100,00       | 64 384      | 100,00      |  |
| Abstentions                              | Abstentions               | Abstentions    | 19 202       | 29,85        | 17 360      | 26,96       |  |
| Votants                                  | Votants                   | Votants        | 45 124       | 70,15        | 47 024      | 73,04       |  |
| Blancs et nuls                           | Blancs et nuls            | Blancs et nuls | 2 420        | 5,36         | 3 456       | 7,35        |  |
| Exprimés                                 | Exprimés                  | Exprimés       | 42 704       | 94,64        | 43 568      | 92,65       |  |
| Source : Le Monde des 23 et 30 mars 1993 |                           |                |              |              |             |             |  |

Le suppléant de Jean-Marie Roux était Jean-Pierre Constant, adjoint au maire d'Aubenas.

#### Élections législatives de 1997
| Candidat                     | Candidat                | Parti          | Premier tour | Premier tour | Second tour | Second tour |
| Candidat                     | Candidat                | Parti          | Voix         | %            | Voix        | %           |
| ---------------------------- | ----------------------- | -------------- | ------------ | ------------ | ----------- | ----------- |
|                              | Jean-Marie Roux sortant | RPR            | 13 706       | 31,37        | 22 225      | 47,52       |
|                              | Stéphane Alaize élu     | PS             | 12 363       | 28,30        | 24 540      | 52,48       |
|                              | Thierry Arsac           | FN             | 6 244        | 14,29        |             |             |
|                              | Henri Delauche          | PCF            | 5 452        | 12,48        |             |             |
|                              | Bernard Égal            | MÉI            | 2 447        | 5,60         |             |             |
|                              | Pierre Courouble        | GÉ             | 1 791        | 4,10         |             |             |
|                              | Ulysse Barbe            | LDI (CNIP)     | 1 184        | 2,71         |             |             |
|                              | Roger Kappel            | Divers droite  | 500          | 1,14         |             |             |
|                              |                         |                |              |              |             |             |
| Inscrits                     | Inscrits                | Inscrits       | 64 275       | 100,00       | 64 264      | 100,00      |
| Abstentions                  | Abstentions             | Abstentions    | 18 333       | 28,52        | 14 700      | 22,87       |
| Votants                      | Votants                 | Votants        | 45 942       | 71,48        | 49 564      | 77,13       |
| Blancs et nuls               | Blancs et nuls          | Blancs et nuls | 2 255        | 4,91         | 2 799       | 5,65        |
| Exprimés                     | Exprimés                | Exprimés       | 43 687       | 95,09        | 46 765      | 94,35       |
| Source : Assemblée nationale |                         |                |              |              |             |             |

Le suppléant de Stéphane Alaize était Pascal Bonnetain, professeur de sport, adjoint au maire de Labastide-de-Virac.

#### Élections législatives de 2002
| Candidat       | Candidat                | Parti             | Premier tour | Premier tour | Second tour | Second tour |  |
| Candidat       | Candidat                | Parti             | Voix         | %            | Voix        | %           |  |
| -------------- | ----------------------- | ----------------- | ------------ | ------------ | ----------- | ----------- |  |
|                | Jean-Claude Flory élu   | UMP               | 17 989       | 38,53        | 24 746      | 57,23       |  |
|                | Stéphane Alaize sortant | PS                | 10 928       | 23,41        | 18 493      | 42,77       |  |
|                | Suzanne Laurent         | FN                | 3 352        | 7,18         |             |             |  |
|                | Gérard Bruchet          | Divers gauche     | 3 323        | 7,12         |             |             |  |
|                | Henri Delauche          | PCF               | 2 586        | 5,54         |             |             |  |
|                | Bernard Brottes         | CPNT              | 2 095        | 4,49         |             |             |  |
|                | Gabriel Comte           | UDF               | 1 692        | 3,62         |             |             |  |
|                | Odile Arnou-Duflot      | Les Verts         | 1 517        | 3,25         |             |             |  |
|                | Thierry Arsac           | MNR               | 928          | 1,99         |             |             |  |
|                | Frédéric Pinta          | Extrême gauche    | 575          | 1,23         |             |             |  |
|                | Colette Largeron        | LO                | 359          | 0,77         |             |             |  |
|                | Bernard Egal            | Divers écologiste | 354          | 0,76         |             |             |  |
|                | Gilberte Golay          | Divers            | 328          | 0,7          |             |             |  |
|                | Gérard Leynaud          | S&P               | 294          | 0,63         |             |             |  |
|                | Jean-Claude Chagnol     | Divers droite     | 242          | 0,52         |             |             |  |
|                | Patrick Laffrat         | GÉ                | 121          | 0,26         |             |             |  |
|                |                         |                   |              |              |             |             |  |
| Inscrits       | Inscrits                | Inscrits          | 68 130       | 100,00       | 68 117      | 100,00      |  |
| Abstentions    | Abstentions             | Abstentions       | 20 512       | 30,11        | 22 305      | 32,75       |  |
| Votants        | Votants                 | Votants           | 47 618       | 69,89        | 45 812      | 67,25       |  |
| Blancs et nuls | Blancs et nuls          | Blancs et nuls    | 935          | 1,96         | 2 573       | 5,62        |  |
| Exprimés       | Exprimés                | Exprimés          | 46 683       | 98,04        | 43 239      | 94,38       |  |

Le suppléant de Jean-Claude Flory était Jean-Pierre Gaillard, Président du Crédit Agricole du Sud Rhône-Alpes (Ardèche et Drôme), propriétaire exploitant agricole à Saint-Jean-le-Centenier.

#### Élections législatives de 2007
| Candidat       | Candidat                        | Parti             | Premier tour | Premier tour | Second tour | Second tour |  |
| Candidat       | Candidat                        | Parti             | Voix         | %            | Voix        | %           |  |
| -------------- | ------------------------------- | ----------------- | ------------ | ------------ | ----------- | ----------- |  |
|                | Jean-Claude Flory sortant réélu | UMP               | 22 370       | 46,92        | 26 082      | 55,59       |  |
|                | Véronique Louis                 | PS                | 8 811        | 18,48        | 20 836      | 44,41       |  |
|                | Stéphane Alaize                 | Divers gauche     | 3 952        | 8,29         |             |             |  |
|                | Joseph Surrel                   | UDF–MoDem         | 2 359        | 4,95         |             |             |  |
|                | Mireille Ponton                 | PCF               | 1 999        | 4,19         |             |             |  |
|                | Éric Arnou                      | Les Verts         | 1 628        | 3,41         |             |             |  |
|                | Suzanne Laurent                 | FN                | 1 448        | 3,04         |             |             |  |
|                | Yann Kindo                      | LCR               | 1 417        | 2,97         |             |             |  |
|                | Bernard Brottes                 | MNR               | 1 178        | 2,47         |             |             |  |
|                | Daniel Romet                    | Extrême gauche    | 882          | 1,85         |             |             |  |
|                | Jean-Pierre Deho                | Divers écologiste | 444          | 0,93         |             |             |  |
|                | Sandrine Ben Lahoussine         | Divers écologiste | 403          | 0,85         |             |             |  |
|                | Marie-Paule Finot               | MPF               | 342          | 0,72         |             |             |  |
|                | Colette Largeron                | LO                | 254          | 0,53         |             |             |  |
|                | Sandrine Elvira                 | MNR               | 188          | 0,39         |             |             |  |
|                |                                 |                   |              |              |             |             |  |
| Inscrits       | Inscrits                        | Inscrits          | 73 240       | 100,00       | 73 290      | 100,00      |  |
| Abstentions    | Abstentions                     | Abstentions       | 24 760       | 33,81        | 24 877      | 33,94       |  |
| Votants        | Votants                         | Votants           | 48 480       | 66,19        | 48 413      | 66,06       |  |
| Blancs et nuls | Blancs et nuls                  | Blancs et nuls    | 805          | 1,66         | 1 495       | 3,09        |  |
| Exprimés       | Exprimés                        | Exprimés          | 47 675       | 98,34        | 46 918      | 96,91       |  |

La suppléante de Jean-Claude Flory était Geneviève Laurent, maire de Vogüé.

#### Élections législatives de 2012
Les élections législatives françaises de 2012 ont eu lieu les dimanches 10 et 17 juin 2012.
| Candidat       | Candidat                  | Parti          | Premier tour | Premier tour | Second tour | Second tour |  |
| Candidat       | Candidat                  | Parti          | Voix         | %            | Voix        | %           |  |
| -------------- | ------------------------- | -------------- | ------------ | ------------ | ----------- | ----------- |  |
|                | Jean-Claude Flory sortant | UMP            | 18 442       | 37,22        | 24 309      | 48,77       |  |
|                | Sabine Buis élue          | PS             | 16 478       | 33,26        | 25 536      | 51,23       |  |
|                | Isabelle Ciet-François    | RBM (FN)       | 5 808        | 11,72        |             |             |  |
|                | Véronique Louis           | FG (PG) (PCF)  | 4 537        | 9,16         |             |             |  |
|                | Magalie Margotton         | EÉLV           | 2 528        | 5,10         |             |             |  |
|                | Roger Kappel              | CpF (MoDem)    | 590          | 1,19         |             |             |  |
|                | Richard Neuville          | SÉGA-ALT (NPA) | 474          | 0,96         |             |             |  |
|                | Alain Chalvet             | DLR            | 272          | 0,55         |             |             |  |
|                | Michel Sabatier           | POI            | 251          | 0,51         |             |             |  |
|                | Béatrice Cauvin           | LO             | 162          | 0,33         |             |             |  |
|                |                           |                |              |              |             |             |  |
| Inscrits       | Inscrits                  | Inscrits       | 76 073       | 100,00       | 76 071      | 100,00      |  |
| Abstentions    | Abstentions               | Abstentions    | 25 948       | 34,11        | 24 994      | 32,86       |  |
| Votants        | Votants                   | Votants        | 50 125       | 65,89        | 51 077      | 67,14       |  |
| Blancs et nuls | Blancs et nuls            | Blancs et nuls | 583          | 1,16         | 1 232       | 2,41        |  |
| Exprimés       | Exprimés                  | Exprimés       | 49 542       | 98,84        | 49 845      | 97,59       |  |

Le taux d'abstention fut de 34,11 % au premier tour, et de 32,86 % au deuxième tour.
Le suppléant de Sabine Buis était Laurent Ughetto, gérant de camping, conseiller général du canton de Vallon-Pont-d'Arc.

#### Élections législatives de 2017
|                                                                            |                                                                           |                           |                           |                          |                          |
|                                                                            |                                                                           | Premier tour 11 juin 2017 | Premier tour 11 juin 2017 | Second tour 18 juin 2017 | Second tour 18 juin 2017 |
|                                                                            |                                                                           |                           |                           |                          |                          |
|                                                                            |                                                                           | Nombre                    | % des inscrits            | Nombre                   | % des inscrits           |
| Inscrits                                                                   | Inscrits                                                                  | 78 267                    | 100,00                    | 78 245                   | 100,00                   |
| Abstentions                                                                | Abstentions                                                               | 34 606                    | 44,22                     | 41 481                   | 53,01                    |
| Votants                                                                    | Votants                                                                   | 43 661                    | 55,78                     | 36 764                   | 46,99                    |
|                                                                            |                                                                           |                           | % des votants             |                          | % des votants            |
| Bulletins blancs                                                           | Bulletins blancs                                                          | 586                       | 1,34                      | 4 067                    | 11,06                    |
| Bulletins nuls                                                             | Bulletins nuls                                                            | 277                       | 0,63                      | 1 795                    | 4,88                     |
| Suffrages exprimés                                                         | Suffrages exprimés                                                        | 42 798                    | 98,02                     | 30 902                   | 84,06                    |
|                                                                            |                                                                           |                           |                           |                          |                          |
| Candidat Étiquette politique (partis et alliances)                         | Candidat Étiquette politique (partis et alliances)                        | Voix                      | % des exprimés            | Voix                     | % des exprimés           |
|                                                                            |                                                                           |                           |                           |                          |                          |
|                                                                            | Matthieu Peyraud La République en marche                                  | 10 748                    | 25,11                     | 13 976                   | 45,23                    |
|                                                                            | Fabrice Brun Les Républicains                                             | 8 365                     | 19,55                     | 16 926                   | 54,77                    |
|                                                                            | Sabine Buis (députée sortante) Parti socialiste (Parti radical de gauche) | 7 741                     | 18,09                     |                          |                          |
|                                                                            | Alain Joffre La France insoumise                                          | 5 970                     | 13,95                     |                          |                          |
|                                                                            | Thierry Arsac Front national                                              | 5 064                     | 11,83                     |                          |                          |
|                                                                            | Guillaume Vermorel Europe Écologie Les Verts                              | 1 881                     | 4,40                      |                          |                          |
|                                                                            | Carole Daudan Parti communiste français                                   | 1 114                     | 2,60                      |                          |                          |
|                                                                            | Amandine Mollier Divers droite (Union des démocrates et indépendants)     | 468                       | 1,09                      |                          |                          |
|                                                                            | Jean-Pierre Méjean Debout la France                                       | 458                       | 1,07                      |                          |                          |
|                                                                            | Caroline Baldan Divers (Union populaire républicaine)                     | 306                       | 0,71                      |                          |                          |
|                                                                            | Alain Coppens Extrême droite (Union des patriotes)                        | 303                       | 0,71                      |                          |                          |
|                                                                            | Coralie Laurent Lutte ouvrière                                            | 209                       | 0,49                      |                          |                          |
|                                                                            | Laurent Touzet Divers droite (Résistons)                                  | 171                       | 0,40                      |                          |                          |
| Source : Ministère de l'Intérieur - Troisième circonscription de l'Ardèche |                                                                           |                           |                           |                          |                          |

La suppléante de Fabrice Brun était Brigitte Bauland, infirmière psychiatrique, maire de Tauriers.

#### Élections législatives de 2022
Les élections législatives françaises de 2022 se déroulent les dimanches 12 et 19 juin 2022.
| Résultats des élections législatives des 12 et 19 juin 2022 de la 3e circonscription de l'Ardèche |                          |                          |                          |              |              |             |             |
| Candidat                                                                                          | Candidat                 | Parti et coalition       | Nuance                   | Premier tour | Premier tour | Second tour | Second tour |
| Candidat                                                                                          | Candidat                 | Parti et coalition       | Nuance                   | Voix         | %            | Voix        | %           |
|                                                                                                   | Florence Pallot          | LFI (NUPES)              | NUP                      | 11 989       | 26,68        | 18 697      | 42,89       |
|                                                                                                   | Fabrice Brun             | LR (UDC)                 | LR                       | 11 217       | 24,96        | 24 896      | 57,11       |
|                                                                                                   | Johan Verheu             | RN                       | RN                       | 6 964        | 15,50        |             |             |
|                                                                                                   | Laurent Ughetto          | PS diss.                 | DVG                      | 5 934        | 13,21        |             |             |
|                                                                                                   | Alexandra Cauquil        | PRV (ENS)                | ENS                      | 5 913        | 13,16        |             |             |
|                                                                                                   | Gérald Gandon            | REC                      | REC                      | 1 268        | 2,82         |             |             |
|                                                                                                   | Gonzague Silva           | LP (UPF)                 | DSV                      | 572          | 1,27         |             |             |
|                                                                                                   | Audrey Teillet           | PA                       | ECO                      | 446          | 0,99         |             |             |
|                                                                                                   | Anne Alirol              | POC (RPS)                | REG                      | 330          | 0,73         |             |             |
|                                                                                                   | Christophe Marchisio     | LO                       | DXG                      | 303          | 0,67         |             |             |
| Votes valides                                                                                     | Votes valides            | Votes valides            | Votes valides            | 44 936       | 98,58        | 43 594      | 94,49       |
| Votes blancs                                                                                      | Votes blancs             | Votes blancs             | Votes blancs             | 469          | 1,03         | 1 782       | 3,86        |
| Votes nuls                                                                                        | Votes nuls               | Votes nuls               | Votes nuls               | 180          | 0,39         | 758         | 1,64        |
| Total                                                                                             | Total                    | Total                    | Total                    | 45 585       | 100          | 46 134      | 100         |
| Abstention                                                                                        | Abstention               | Abstention               | Abstention               | 35 238       | 43,60        | 34 702      | 42,93       |
| Inscrits / participation                                                                          | Inscrits / participation | Inscrits / participation | Inscrits / participation | 80 823       | 56,40        | 80 836      | 57,07       |

La suppléante de Fabrice Brun était Brigitte Bauland, ancienne maire de Tauriers.

#### Élections légisaltives de 2024
| Candidat                 | Candidat                 | Parti et coalition       | Nuance                   | Premier tour | Premier tour | Second tour | Second tour |
| Candidat                 | Candidat                 | Parti et coalition       | Nuance                   | Voix         | %            | Voix        | %           |
| ------------------------ | ------------------------ | ------------------------ | ------------------------ | ------------ | ------------ | ----------- | ----------- |
|                          | Cyrille Grangier         | RN                       | RN                       | 18 327       | 31,95        | 20 379      | 34,59       |
|                          | Florence Pallot          | LFI (NFP)                | UG                       | 16 239       | 28,31        | 18 125      | 30,76       |
|                          | Fabrice Brun,            | SE (UDC)                 | DVD                      | 15 194       | 26,48        | 20 414      | 34,65       |
|                          | Quentin Bonnetain        | RE (ENS)                 | ENS                      | 5 984        | 10,43        |             |             |
|                          | Christophe Marchisio     | LO                       | EXG                      | 482          | 0,84         |             |             |
|                          | Jacques Marcesse         | REC                      | REC                      | 479          | 0,83         |             |             |
|                          | Laurent Touzet           | RES                      | REG                      | 331          | 0,58         |             |             |
|                          | Alexandre Faure          | P&D                      | EXG                      | 327          | 0,57         |             |             |
|                          | Félix Zaguedoun-Reynaud  | SE                       | DIV                      | 7            | 0,01         |             |             |
|                          |                          |                          |                          |              |              |             |             |
| Votes valides            | Votes valides            | Votes valides            | Votes valides            | 57 370       | 97,76        | 58 918      | 98,13       |
| Votes blancs             | Votes blancs             | Votes blancs             | Votes blancs             | 825          | 1,41         | 789         | 1,31        |
| Votes nuls               | Votes nuls               | Votes nuls               | Votes nuls               | 491          | 0,84         | 335         | 0,56        |
| Total                    | Total                    | Total                    | Total                    | 58 686       | 100          | 60 042      | 100         |
| Abstention               | Abstention               | Abstention               | Abstention               | 22 336       | 27,57        | 20 969      | 25,88       |
| Inscrits / participation | Inscrits / participation | Inscrits / participation | Inscrits / participation | 81 022       | 72,43        | 81 011      | 72,73       |

La suppléante de Fabrice Brun est Brigitte Bauland.